# Burgstall Schönficht
Der Burgstall Schönficht ist eine abgegangene Wasserburg in Schönficht, heute eingemeindet nach Plößberg im Landkreis Tirschenreuth in Bayern. Die Anlage wird als Bodendenkmal unter der Aktennummer D-3-6139-0008 im Bayernatlas als „mittelalterlicher Burgstall“ geführt.

## Geschichte
Bereits vor 1245 war das Dorf Schönficht im Besitz des Klosters Waldsassen, denn in diesem Jahr wurde es mit weiteren Dörfern an Heinrich von Liebenstein getauscht. Dessen Geschlecht starb um 1300 schon aus. Als Lehnsherr tauchte das Kloster Anfang des 14. Jahrhunderts wieder auf, das Dorf wurde „Schonvicht“ genannt. Im Jahr 1351 erhielten Ulrich und Niclas, genannt die Lengenfelder, die Burg (das „Hause Schenneficht“) zurück, die sie aufgrund einer Sühneleistung mehrere Jahre hatten abgeben müssen. Die Lengenfelder hatten damals ihren Stammsitz Lengenfeld bei Tirschenreuth schon verloren. Ihr Lehnsherr war ab 1352 wieder der Landgraf von Leuchtenberg, der Sonderrechte auf der Burg hatte. Um 1380 gehörten Burg und Dorf dem Leonhard Wurzer zum Lehen. 1387 wurde ein Ritter Andres Zenger als Besitzer genannt, der Wurz an die Leuchtenberger verkauft aber wenige Monate später die Burg schon wieder verlor. 1396 war das Kloster Waldsassen Burgherr, als es die „Feste Schoenfiecht“ wieder an die Leuchtenberger als Lehen abgab. Schließlich kam Schönficht 1402 von den Landgrafen von Leuchtenberg zum Kloster Waldsassen zurück.
Im Sigmundsprivileg von 1434 wird Schönficht als Verwaltungsmittelpunkt eines umfangreichen Bezirks des Klosters genannt. Außer dem Dorf gehörten noch Walpersreuth, Mitteldorf, Eppenreuth, Geißen- und Streißenreuth, Wurmsgefäll und Leichau dazu. Das nahe Dorf Konnersreuth wurde nicht erwähnt, es wurde erst 1469 vollständig vom Kloster erworben. Der Pfleger von Schönficht war in dieser Zeit auch für die niedere Gerichtsbarkeit zuständig, als Landadelssitz aber wohl auch für die Hohe Gerichtsbarkeit, denn in der Nähe befindet sich ein Galgenberg. Ein Galgen war zu jener Zeit nicht nur eine Richtstätte, sondern auch ein Machtsymbol des niederen Adels, er dürfte also eher aus der Zeit außerhalb der Klosterherrschaft stammen. An der betreffenden Stelle wurde im 19. Jahrhundert gegraben und es kamen tatsächlich Knochen zum Vorschein. Der letzte namentlich bekannte Pfleger von Schönficht war 1527 Sebastian von Perglas. Im gleichen Jahr verkauft Georg Bleyensteiner zu Alttenstat bei Vohendres (Vohenstrauß) alle seine Lehen im Gericht Schönficht zu Beidel an Abt Valentin von Waldsassen. 1550 wurden noch vier Orte im Gerichtsbezirk genannt, 1560 war Schönficht juristisch bei Beidl eingegliedert. Der 1555 in Beidl erwähnte Richter Georg Braun soll aber anfangs in Schönficht tätig gewesen sein, mit seinem Tod, um das Jahr 1597, erlosch auch dort das Gericht. 1573 wurde das Zehentgetreide im Schloss gelagert, das über eine große Stube, eine untere Kammer und eine „Goß“ (Raum mit Schütttrichter) verfügte.
1583, als die Kurpfalz nach der Reformation das Stiftland übernommen hatte, verkaufte sie den Schwaighof von Schönficht an den bisherigen Pächter Hans Seubold für 1000 Gulden, wohl hauptsächlich für den umfangreichen Grundbesitz der Pflege. Der Preis war durchaus stattlich und lag 60 % über dem eines ganzen Hofes in der Gegend. Das Schloss war zu diesem Zeitpunkt angeblich bereits abgegangen, der Abriss erfolgte dann am Ende des 17. Jahrhunderts, also hundert Jahre später. Von der ehemaligen Wasserburg ist nur ein Weiher mit einer nahezu quadratischen Insel erhalten geblieben.

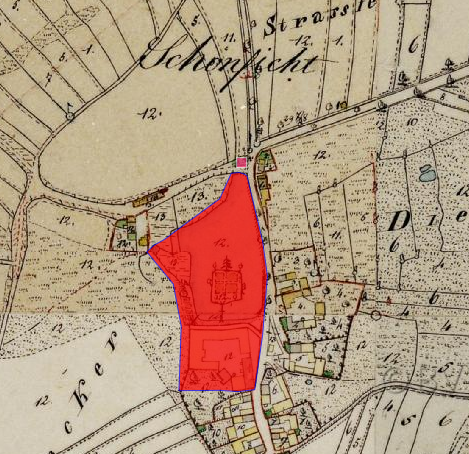
Lageplan von Burgstall Schönficht auf dem Urkataster von Bayern

## Aussehen der Burg

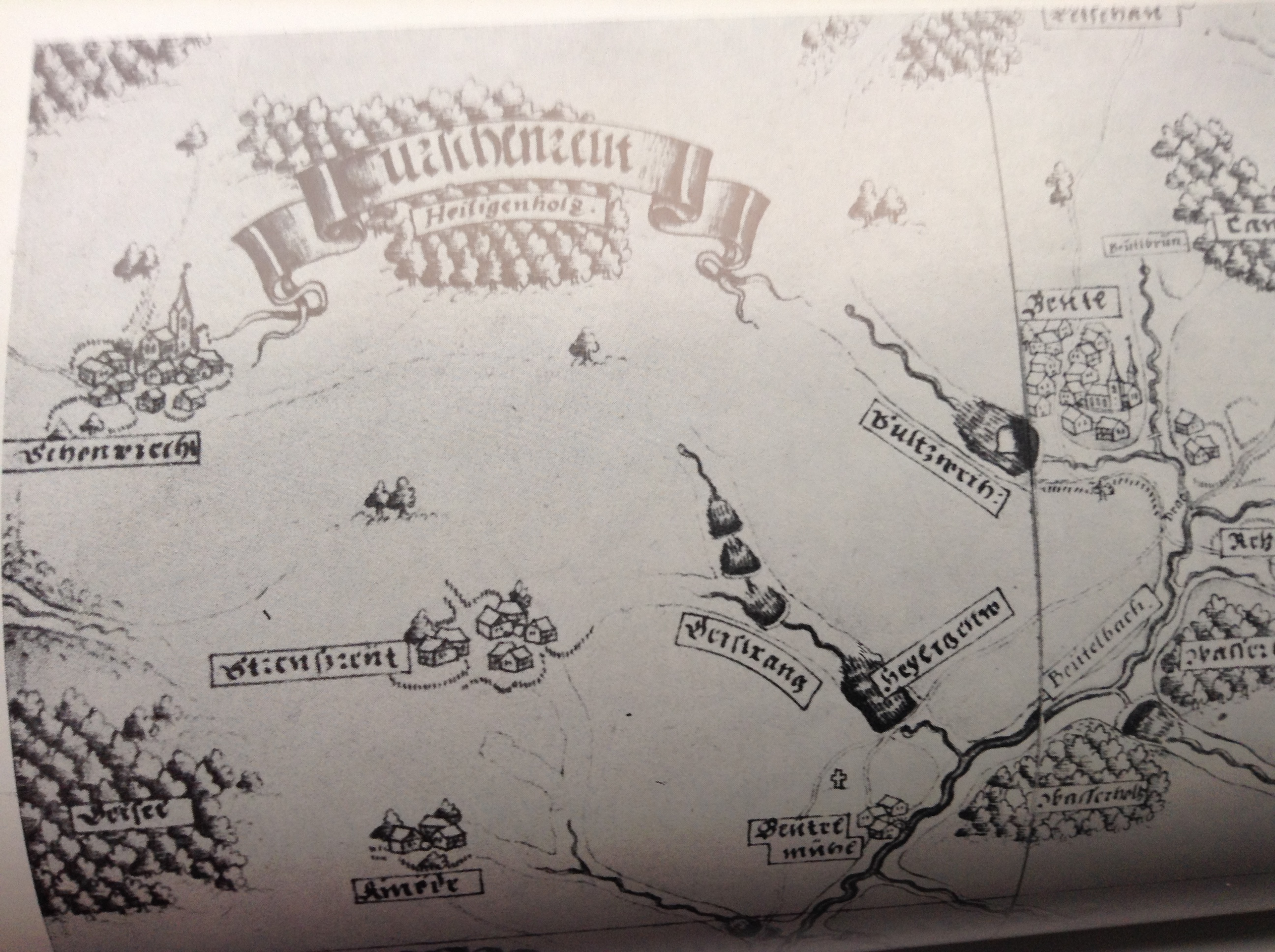
Kartenausschnitt der Pfarrei Beidl um 1600, die Burg Schönficht erscheint fälschlich als Kirchenburg

Das Erscheinungsbild der Burg während des Mittelalters ist nicht überliefert, auch der Zeitpunkt der Errichtung ist völlig offen. Auf der Insel wurde nie gegraben und sie ist heute mit einem alten Baumbestand bewachsen, es existieren auch keine Mauerreste oder an die Oberfläche anstehender Fels. Doch es gibt andere Indizien. Auf einer Karte aus dem Jahr 1840 ist die Insel mit einer Kantenlänge von 30 Metern gezeichnet, was eine Grundfläche von 900 m² ergibt, gegenwärtig kommt man noch auf 700 m². Die Insel sackt allmählich in den Teich ab. Diese Grundfläche ist für ein modernes Haus durchaus stattlich, eine einfache Turmhügelburg, wie sie vereinzelt auch im Landkreis Tirschenreuth anzutreffen war, scheidet damit allein wegen der Größe aus.
Auffällig sind auch die enormen Steinmassen, mit denen der Damm des Teichs und seiner Ränder inklusive der Insel befestigt sind. Auch die ältere Wohn- und Stallbebauung in Schönficht ist erstaunlich massiv mit behauenen und unbehauenen Granit ausgeführt. Man kann wohl davon ausgehen, dass das Baumaterial innerhalb des Dorfes wiederverwendet wurde. Etwas Vergleichbares ist auch der Burg Liebenstein nach 1815 und dem großen Stadtbrand in Tirschenreuth zugestoßen. Einen Steinbruch gab es bei Schönficht jedenfalls nie, der Granit ist hier zu stark verwittert. Es gibt eine einzige Abbildung der Burg auf einer Karte (heute im Staatsarchiv in Amberg), die um ca. 1600 erstellt worden ist und das Dorf und die Burg wiedergibt. Allerdings kurioserweise als Kirchenburg, was nicht sein kann, da eine Kirche in Schönficht niemals bestand. Zu erkennen ist ein rechteckiger Baukörper mit gotischen Fenstern, ein Turm und eine Ringmauer. Vermutlich hat der Zeichner die Realität etwas aufgehübscht, die Burg war ja um 1600 schon in einem ruinösen Zustand, und dabei den funktionslosen Baukomplex in eine Kirche verwandelt. Der Rest der Karte scheint auch etwas idealisiert, mit einheitlichen Fachwerkhäusern, Laubwäldern und einer doppeltürmigen Beidler Pfarrkirche. Die Realität dürfte wohl weniger idyllisch ausgefallen sein. Stimmig sind aber der Verlauf des Beidlbachs und die Anordnung der Dörfer zueinander gezeichnet, man kann dem Kartographen eine gewisse Ortskenntnis nicht absprechen.
Die Burg könnte auf eine klösterliche Grangie zurückgehen, einen Gutshof der Zisterzienser. Diese im 13. Jahrhundert vom Orden bevorzugte Wirtschaftsform hätte sich in Schönficht nicht durchsetzen können, da das Kloster in der ersten Hälfte des 14. Jahrhunderts massiv überschuldet war und daher nach schnellen Geldquellen suchte. Am ehesten wird man die Burg Schönficht wohl mit der Burg Neuhaus vergleichen können, die etwa um 1300 von den Leuchtenbergern errichtet wurde, das würde sich auch mit den gotischen Fenstern auf der Karte decken. Auch bei dieser Burg ist allerdings das mittelalterlich Erscheinungsbild wegen der Umnutzung im 19. Jahrhundert deutlich beeinträchtigt. Für Schönficht kann man damit von einer Grundausstattung mit steinernem Palas, Bergfried, Umfassungsmauer, breiten Burggraben und eventuell hölzernen Nebengebäuden ausgehen.

## Herren in Schönficht

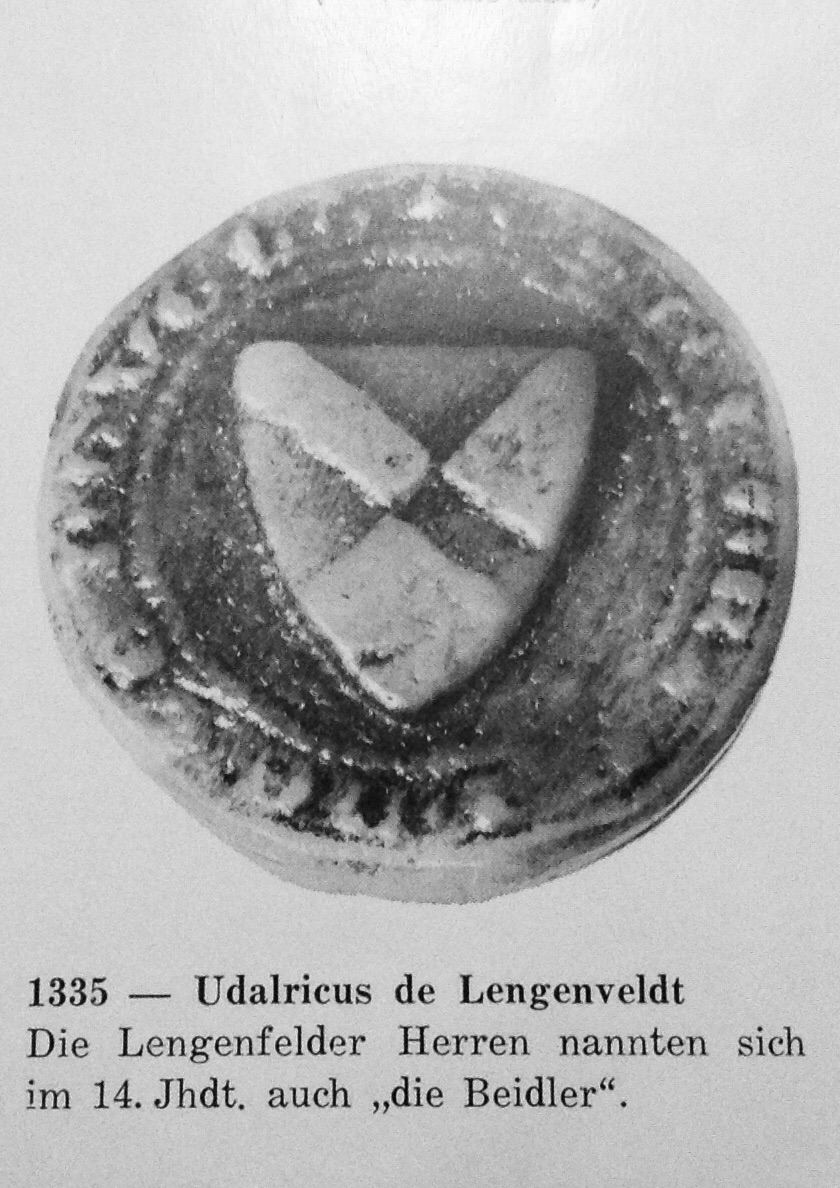
Siegel der Lengenfelder 1335

Lehnsherr war zunächst der Landgraf von Leuchtenberg, er vergab das Lehen weiter an:
- Heinrich von Liebenstein (1245)
- Ulrich und Niclas Lengenfelder (1351)
- Leo Wurzer (1380)
- Andres Zenger (1387)

Ab 1402 setzte das Kloster Waldsassen Pfleger in Schönficht ein. Sie waren keine Angestellten, sondern gaben dem Kloster ein Darlehen, die Pflege diente als Pfand und die Einnahmen daraus entsprachen den Zinsen für das Darlehen. Mit der Rückzahlung des Kreditbetrags fiel die Pflege im Gegenzug wieder an das Kloster. Das Amt war nicht erblich, alle Pfleger waren zugleich Richter. Es handelte sich um eine Art institutionalisierten Ämterkauf. Die dokumentierten Pfleger waren:
- Arnold und Jötz zu Schönficht (1415)
- Hans Lawn (1430)
- Götzel zu Schönficht (1435)
- Nickl Kutzer (1456)
- Walthasar von Zedtwitz (1467)
- Gebrüder von Redwitz (1481)
- Christoph von Thein (1495)
- Albrecht Frankengrüner (1511)
- Sebastian von Perglas (1527/1541)
- Georg Braun (vor 1555; fraglich ob Braun auch Pfleger war, als Richter nachgewiesen)